# Distretto di Fethiye
Il distretto di Fethiye (in turco Fethiye ilçesi) è un distretto della provincia di Muğla, in Turchia.

## Amministrazioni
Al distretto appartengono 13 comuni e 72 villaggi.

### Comuni
| - Fethiye (centro) - Çamköy - Çiftlik - Eşen - Göcek | - Kadıköy - Karaçulha - Karadere - Kemer | - Kumluova - Ölüdeniz - Seki - Yeşilüzümlü |

### Villaggi
| - Alaçat - Arifler - Arpacık - Arsa - Atlıdere - Bağlıağaç - Bayırköy - Bekçiler - Boğalar - Boğaziçi - Bozyer - Ceylan - Çaltılar - Çaltıözü - Çamurköy - Çatak - Çayan - Çaykenarı - Çenger - Çobanisa - Çobanlar - Çökek - Çukurincir - Demirler | - Dereköy - Dodurga - Doğanlar - Döğer - Eldirek - Esenköy - Girmeler - Gökben - Gökçeovacık - Gölbent - Güneşli - Hacıosmanlar - İncirköy - İnlice - İzzettin - Kabaağaç - Karaağaç - Karacaören - Karaköy - Kargı - Kayabaşı - Kayacık - Kayadibi - Kayaköy | - Keçiler - Kıncılar - Kınık - Kızılbel - Koru - Korubükü - Minare - Ortaköy - Ören - Paşalı - Sahilceylan - Sarıyer - Seydiler - Söğütlü - Söğütlüdere - Temel - Uğurlu - Uzunyurt - Yaka - Yakabağ - Yakacık - Yanıklar - Yayla Patlangiç - Zorlar |